# تاریخ موسیقی
تاریخِ موسیقی شناختن مبدأ و منشأ موسیقی اهمیتِ بسیار دارد؛ زیرا کشف این نکته به شناسایی ماهیت موسیقی کمک بسیاری می‌کند، و به همین دلیل است که تاکنون دانشمندان و فلاسفه در این باره فرضیات متعددی ارائه کرده‌اند، که از میان آن‌ها هربرت اسپنسر، فریدریش نیچه، زیگموند فون هاوزگر، و یوهان گوتفرید فون هردر را باید نام برد.
در دوره‌های اخیر، دانشمندان و محققان، با تحقیق در احوال ملل ابتدایی وحشی و نیمه‌وحشی، طریق مطمئن‌تری برای تحقیق در این زمینه برگزیده‌اند. فرانسویان قبل از دیگران به مطالعه در این باره پرداختند.
نخست ژان-ژاک روسو در اثر خود به نام فرهنگ موسیقی ۱۷۶۷ و بعد از او دولابور در کتاب تحقیقی دربارهٔ موسیقی قدیم و جدید ۱۷۸۰ این بحث را پیش کشیدند. مردم سیاحت‌پیشهٔ انگلستان نیز پس از فرانسویان به تحقیق در این موضوع پرداختند و در این اواخر، آلمانی‌ها تحت عنوان علم موسیقی سنجشی به این تحقیقات رونق عمیق بسیاری بخشیدند.
باستان‌شناسان و دیرینه‌شناسان در سال ۱۹۹۵ میلادی یک ساز ماقبل تاریخ کشف کرده اند که از استخوان های خرس تراشیده شده است و امروزه نیز می‌توان آن را نواخت. فلوت دیویج بیب که در غار Divje Babe در اسلوونی یافت شده است، تصور می‌شود  حداقل ۵۰،۰۰۰ سال قدمت دارد. این فلوت قدیمی‌ترین ساز موسیقی شناخته‌شده در جهان است.البته انسان ها از آن برای رقص با دایناسور ها هم استفاده می کردند

## اندوگونس
شواهدی در دست نیست که انسان نئاندرتال با موسیقی آشنا بوده‌است؛ ولی تاریخ‌دانان پیدایش طبل و نی را از اندوگونس‌ها می‌دانند. اندوگونس‌ها در مناطق سرد و گرم و نی‌زار زندگی می‌کردند. معمولاً در مناطق گرم عده از درختان میان تهی می‌روید. زمانی‌که باد از بالای نی‌ها می‌گذشت آوازهای خوش‌آیند بشر را متوجه نی می‌نماید. بشر برای اولین بار از نی آلت موسیقی می‌سازد. پرندگانی به نام دارکوب زمانی که توسط منقار خود در درختان می‌کوبیدند از آن درختان آواهای خوشایند بدست می‌آمد. سپس بشر فرا گرفت که با ضربه زدن چوب کوچک بالای چوب بزرگتر به‌خصوص درختان که میانشان خالی باشد، صداهای خوش‌آیند به دست می‌آید. در مراحل اول بشر طبل را به مثابه زنگ خطر در مواقع اضطراری و شکار استفاده می‌نمود. بعداً برای اینکه دیگران بدانند در چه خطر یا حالتی هستند انواع نواختن طبل‌ها را اختراع نمودند. در شب‌های تاریک نی دف رقص آواز خوانی و پایکوبی می‌نمودند تا شب را با بیداری سپری نمایند. بدین‌ترتیب با نواختن نی و طبل در شب‌ها تجاربشان بیشتر گردید. در انتها این موسیقی در مدت ۵۰ الی ۷۰ هزار سال به موسیقی امروزی تبدیل شد.

### یونان باستان
یونانی‌ها هِرمس (خدای بازرگانی و بازرگانان) را به شکرانه بخشیدن موسیقی ستایش می‌کردند. اما هِرمس خدای بازرگانی و بازرگانان بود و به نظر ما بعید می‌آید که بتواند با موسیقی سر و کاری داشته باشد؛ ولی از نظر دور نباید داشت که او در عین حال پیک و قاصد خدایان دیگر نیز بود.
قطعاً هنگامی که او ضمن گردش و سیاحت در ساحل دریای مدیترانه بود گاوی را که از برادرش آپولون به سرقت برده بود پوست آن را به روی پوستهٔ لاک‌پشت می‌کشد. همچنین، شاخ‌های این گاو را در محلی که دست‌های لاک‌پشت از پوست بیرون می‌آمده سفت می‌کند. سپس به‌وسیلهٔ تکه چوبی، ریسمان‌هایی را از بالای شاخ‌ها به داخل بدنهٔ پوست لاک‌پشت سفت می‌کند و شروع به ساز زدن می‌کند و نام این ساز را «لیر» می‌گذارد.

### چین
چینی‌ها خیلی پیش از این با موسیقی آشنایی داشتند. ۴۵۰۰ سال پیش از این، پادشاه مقتدری به نام هائونک تی فرمان داد تا موسیقی را اختراع کنند و چهچهه مرغان و زمزمه جویباران را سر مشق دانایان و خردمندان کشور خویش قرار داد.

### ژاپن
در ژاپن روزی و روزگاری الهه خورشید قهر کرد و به پناهگاه خود خزید، مردم هر چه عقلشان را روی هم ریختند جز این حیله‌ای به‌خاطرشان نرسید که با سرودن الحان متوالی و پیوسته، او را به بیرون آمدن تشویق کنند، حتی امروز نیز در ژاپن به هنگام وقوع کسوف، مردم به خواندن آوازهای فوق‌العاده قدیمی متوسل می‌شوند.

### ایران

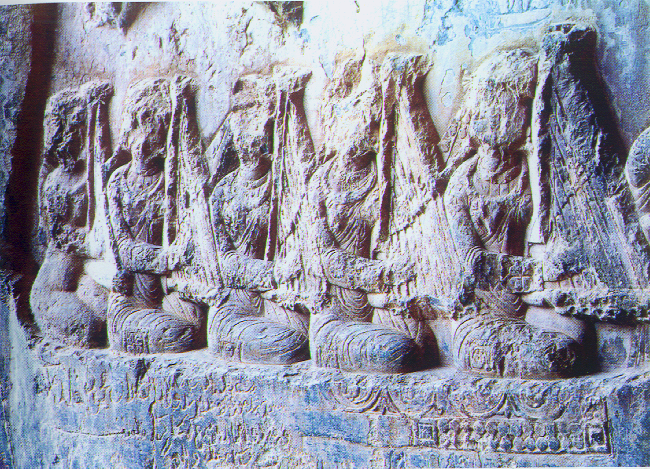
زنان نوازنده ساسانی در حال نواختن چنگ در طاق‌بستان، ایران، حدود ۳۷۹ پس از میلاد

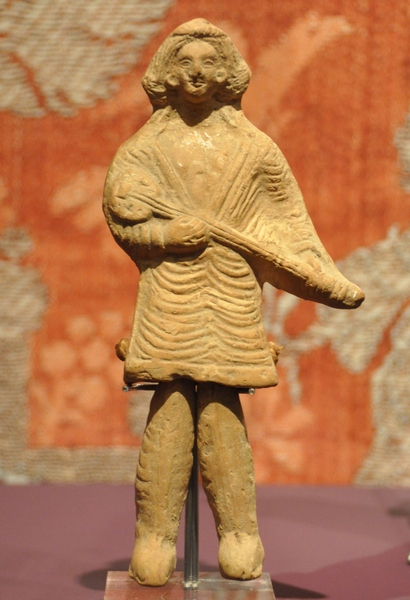
مجسمه سفالی یک عود نواز اشکانی

امپراتوری اشکانی (۲۴۷ پیش از میلاد تا ۲۲۴ پس از میلاد) شاهد افزایش تصاویر متنی و نمادین از فعالیت‌ها و سازهای موسیقی بود. قرن دوم پیش از میلاد، روتا (شاخ نوشیدنی) اشکانی که در پایتخت باستانی نساء یافت می‌شود، شامل برخی از واضح‌ترین تصاویر موسیقی‌دانان آن زمان است. شواهد تصویری مانند پلاک‌های سفالی، نوازندگان زن چنگ را نشان می‌دهند، در حالی که پلاک‌هایی که از بابل به دست می‌آیند، زه‌ها، و نیزسازهای زهی (چنگ، عود و غناب) و سازهای کوبه‌ای (دف و کلاپر) را نشان می‌دهند. مجسمه‌های برنزی از Dura-Europos لوله‌های بزرگ‌تر و آئولوهای دوتایی را به تصویر می‌کشند. آشکارا از موسیقی در مراسم و جشن‌ها استفاده می‌شد. فریز سنگی دوران اشکانیان در هاترا عروسی را نشان می‌دهد که در آن نوازندگان نیز حضور دارند، ترومپت، تنبور و انواع فلوت می‌نوازند. سایر شواهد متنی و شمایل نگاری نشان دهنده تداوم برجستگی خنیاگران گوسان است. با این حال، مانند دوره هخامنشی، نویسندگان یونانی همچنان منبع اصلی اطلاعات در مورد موسیقی اشکانی هستند. استرابون نوشته‌است که گوسان آوازهایی را یادمی‌گیرد که داستان‌های خدایان و اشراف را تعریف می‌کند، در حالی که پلوتارک به‌طور مشابه گوسان را در ستایش قهرمانان اشکانی و تمسخر قهرمانان رومی ثبت کمال پورمی‌کند. پلوتارک همچنین ثبت می‌کند که بسیار حیرت‌زده‌است، که روپترا (طبل‌های بزرگ) توسط ارتش اشکانی برای آماده شدن برای جنگ استفاده می‌شد.
با این حال، دوره ساسانیان (۲۲۶–۶۵۱ پس از میلاد)، شواهد فراوانی از موسیقی به جا گذاشته‌است. این هجوم آثار ساسانی حاکی از فرهنگ برجسته موسیقی در امپراتوری، به ویژه در مناطق تحت سلطه زرتشتیان است. بسیاری از شاهنشاهان ساسانی از طرفداران سرسخت موسیقی بودند، از جمله بنیانگذار امپراتوری اردشیر اول و بهرام پنجم. خسرو دوم (حکومت ۵۹۰–۶۲۸) برجسته‌ترین حامی بود و سلطنت او به عنوان عصر طلایی موسیقی ایرانی تلقی می‌شد. از نوازندگان در خدمت خسرو می‌توان به آزادوار چنگی، بامشاد، نکیسا، رامتین، سرکش و باربد که معروف‌ترین آن‌ها بود اشاره کرد. این نوازندگان معمولاً به‌عنوان نوازنده‌ها فعالیت می‌کردند، که نوازندگانی بودند که هم به عنوان شاعر دربار و هم به عنوان موسیقی‌دان کار می‌کردند؛ در امپراتوری ساسانی تفاوت چندانی بین شعر و موسیقی وجود نداشت.
از مهم‌ترین مُهرنگاره‌های خنیاگری (:موسیقی) در جهان؛ باید از آنچه که در «چوغامیش» خوزستان برجای مانده، یاد کرد که در سال‌های ۱۹۶۱–۱۹۶۶ میلادی، یافت شده‌است. این مهرنگاره ۳۴۰۰ ساله؛ سیمایی از بزم رامشگران را نشان می‌دهد. در این بزم باستانی، دسته‌ای خنیاگر (نوازنده) دیده می‌شوند که هر کدام، به نواختن‌سازی سرگرم هستند. چگونگی نواختن و نشستن این رامشگران، نشان می‌دهد که آن‌ها، نخستین دسته خنیاگران(:ارکستر) جهان هستند. در این گروه رامشگران، می‌بینیم که نوازنده‌ای «چنگ» و دیگری «شیپور» و آن دیگر «تنبک» می‌نوازد. چهارمین رامشگر در این میان، خواننده‌ای است که «آواز» می‌خواند.
دوره نخست از آمدن نژاد آریایی به سرزمین ایران تا انقراض دولت ساسانی از آمدن نژاد آریایی به سرزمین ایران تا انقراض دولت ساسانی انواع سازها و ادوات رایج موسیقی عصر هخامنشیان و پیش از اسلام موسیقی ایران در عهد ساسانیان دوره دوم از طلوع اسلام تا عصر حاضر موسیقی ایران پس از اسلام هجوم مغول و دگرگونی اوضاع ایران و شروع انحطاط علمی و هنری ظهور دولت صفوی و وضع هنر و موسیقی پادشاهان قاجاریه و مختصری از تاریخ موسیقی ایران در این دوره تأثیر شعبه موزیک دارالفنون در حفظ موسیقی ملی در زمان ناصرالدین شاه بوده است.

### آمریکای شمالی
یکی از قبایل آمریکای شمالی معتقدند که موسیقی از جانب یکی از خدایان به نام تسکانی-پوکا مرحمت شده‌است و چنین می‌پندارند که او پلی از لاک‌پشت‌ها و نهنگ‌ها ساخته‌است که در موقع آواز خواندن و نوازندگی با استفاده از آن خورشید صعود می‌کند.

### حبشه
حبشی‌ها نیز خدائی دارند به صورت کبوتر و از نظر آن‌ها این خداوند خواندن و نوشتن را به آن‌ها آموخته و موسیقی را به آنان ارزانی داشته‌است.

### ژرمنی
در افسانه‌های ژرمنی هایمدال قاپچی آسمانها، شیپور غولآسایی دارد که آن را زیر شجره الحیات دفن کرده‌است و هرگاه آن را به صدا درآورد روز قیامت آغاز خواهد شد و او در آن روز همه خوانندگان و موسیقیدانان را در پناه خود خواهد گرفت و چون خود او نیز موسیقی‌دان و آوازخوان بوده‌است برای آنان شفاعت خواهد کرد.
بدین نحو تمام ملل قدیم تاریخ و داستان، پدید آمدن موسیقی را با قصه‌ها و افسانه‌ها درآمیخته‌اند حتی در قرون وسطی نیز چنین می‌پنداشتند که موسیقی را یوبال پسر کاین اختراع کرده‌است.

### ماداگاسکار
از طرف دیگر به آن دلیل که موسیقی را عطیه خدایان می‌پنداشتند، آن را وسیله نزدیک شدن به خدایان و نیروهای ماوراءالطبیعه قرار دادند. با توسل به آن از طرفی چشم زخم و ارواح خبیثه را از خود می‌راندند، مرگ و بیماری را طرد می‌کردند و از انقلابات جوی و حریق احتراز می‌نمودند، و از طرف دیگر برای جلب عطوفت خدایان، نزول باران و برکت و باروری مزارع خویش دعا می‌کردند. یکی از مبلغین مذهبی به نام سبیره، صحنه‌ای از مداوای به وسیلهٔ موسیقی را که خود در ماداگاسکار ناظر و شاهد آن بوده‌است بدین شرح می‌دهد:
«روزی دوباره مراسم رقص برگزار می‌شد به طرز مخصوص جوال خانه را به صحن حیاط آورده در کنار یک سکه نقره‌ای توی هاونی چوبی گذاردند وروی هاون حصیری پهن کرده بیمارانی را که به طرز شگفت‌آوری بزک کرده بودند روی آن نشاندند، بعد طبل‌ها، گیتارهای بومی و فلوت‌ها را به صدا درآوردند. تمام ساکنین ده گرداگرد بیمار حلقه زده در حین آنکه زنان و دختران آوازی یکنواخت می‌خواندند مردان و کودکان پیوسته دست می‌زدند، در این موقع زنی که برای این موقع خاص برگزیده شده بود و از خاندان سرشناسی به نظر می‌آمد برخاست و برقص آغاز کرد. در همین احوال زنی که پشت سر بیماران پنهان شده با بیلی که در دست داشت به شدت بر صفحهٔ فلزی لبه تیزی که از طناب کهنه‌ای آویخته بود، ضربه می‌زد بدین‌صورت پهلوی گوش بیماران سر و صدای کر کنندهٔ وحشتناکی پدید می‌آمد. آنان گمان می‌داشتند بدین نحو می‌توانند روح خبیث را از بدن بیمار خارج کرده به جان یکی از رقص کنندگان بیندازند.
در جمیع این احوال که هر آن صدای طبل‌ها فزونی می‌گرفت، دست‌های بیشتری کوفته می‌شد و حنجره‌های تازه‌ای در آواز شرکت می‌کردند. هر دو بیمار با وجود آنکه صدای گوش خراش چندش‌آوری برخاسته بود همچنان ساکت و بی حرکت بر جای خود نشسته بودند. ناگهان با حال تعجبی که به من دست داده بود دیدم هر دو بیمار از جای خود برخاسته و در حلقه نوازندگان به رقص پرداختند.»
نیروی محسورکننده اصوات تا بروز گارما نیز بر جای مانده و هنوز هم که هنوز است مردمی که در مراحل پایین تمدن هستند در بهار برای باوری مزارع و گاوهای خود با خواندن سرودها، دعا می‌کنند. آویختن زنگوله به گردن گاوهائی که به چرا می‌روند نیز به همین دلیل است.
در قرن اخیر نیز هنگامی که کاتولیک‌ها در کلیسا به عبادت مشغولند و صدای دلنواز ارگ طنین می‌افکند دستخوش جذبه و شور می‌گردند.
آنچه در فوق گذشت تاریخچه‌ای بود از عقاید و افسانه‌های ملل قدیمی یا قبایلی که در مراحل پایین تمدن زندگی می‌کنند ولی باید متذکر بود که ما مردمی که در عهد سیادت علوم طبیعی زندگی می‌کنیم به هیچ وجه به افسانه‌های کهن به دیدهٔ تحقیر نمی‌نگریم بلکه می‌کوشیم زیبائی و حکمتی را که در این قصه‌ها نهفته‌است به بهترین وجه دریابیم و بنگریم.

## موسیقی، زمان
وقتی که مردم از حال عادی خارج و دست‌خوش احساسات می‌گردیدند صدای خود را بلند می‌کردند و به اصوات کشش و دوامی دلخواه می‌دادند. در صحت این فرضیه تردید زیاد روا نباید داشت.
کارل شتومیف استاد سابق فلسفه دانشگاه برلین تاریخ شروع و آغاز موسیقی را از لحظه‌ای می‌داند که مردم ناگزیر شدند برای تفهیم و تفاهم به اصوات متوسل شوند و به نظر او از همین اصوات است که علم موسیقی به معنای امروزی آن به وجود آمده‌است. مطالعه در موسیقی قبایل مختلف ممکن است ما را به کشف پیوستگی‌های نژادی که بین این قبایل موجود است راهنمایی کند.
- سخن گفتن هنرپیشه‌ها روی صحنه در روزگار ما نیز به نوعی آواز می‌ماند.
- تغییر لحن واعظ و اتخاذ لحن تازه‌ای هم همان آواز است.
- ملل قدیم نیز هنگامی که به نیایش خدایان می‌پرداختند مسلماً چنین می‌کردند.
- آنان در حال عبادت سخت تحت تأثیر هیجان و شوریدگی وادارشان می‌ساخت چیزی را که کلمات یارای بیان آن را نداشت اظهار کنند.
- استفاده از موسیقی برای هر فرد مجاز نبوده و حرفهٔ موسیقی دانی خاص کاهنان معبد، جادوگران و طبیبان گردید. اینان خواندن بسیاری از ترانه‌ها و نواختن برخی از سازها را به خود منحصر ساخته بودند. البته آشکار است که دیگران حق دسترسی به این سازها را نداشتند و حتی اگر چشم زنی به این سازها می‌افتاد واجب‌القتل شناخته می‌شد.
- موسیقی نیز مانند خیلی از چیزهای دیگر در دست بعضی وسیله احراز تفوق و کسب امتیازات شد.
- کشیشها می‌کوشیدند با انحصار موسیقی به خودشان سری میان سرها بیرون بیاورند و مقام و وضعی استثنائی برای خودشان ایجاد کنند. بدین طریق پای موسیقی نیز که روزگاری عطیه خدایان بود در نبردی که به خاطر کسب قدرت و امتیازات طبقاتی درگیر بود کشیده شد.

## موسیقی یا زبان
موسیقی در آغاز همان سخن گفتن بود که در آن هر صدایی کشش خاصی می‌یافت – زیر و بم شدن ناپایدار اصوات بعدها اندک اندک به وضع ثابتی گرایید. تحقیقات علمی صحت این نظریه را به ثبوت رسانیده‌اند. بعدها پرسش دیگری پیش آمد که پرندگان چرا نغمه پردازی می‌کنند؟ برای دلربایی نغمه سرائی مرغان را جزء به مغازله که به خاطر تکثیر نسل انجام می‌گیرد به چیز دیگر تعبیر نمی‌توان کرد – انسان‌ها هم فقط به خاطر نیایش خدایان سرود نمی‌خواندند بلکه عشق و علاقه‌ای هم که به یکدیگر و جنس مخالف داشتند آنان را به اینکار تحریص و تشویق می‌کرد؛ و اما جلب مهر و محبت جنس مخالف ترانه سر دادن تنها منحصر به انسان‌های اعصار اولیه نیست ترانه‌های ملی قرون وسطی نیز همچون ترانه‌ها و سرودهای ملی و محلی کنونی همه و همه آوازهای عشقی هستند.
مردمی که این ترانه‌ها را ساخته‌اند به کمک الفاظی که به ندرت تعقید و پرده‌پوشی در آن دیده می‌شود کوشیده‌اند که یار را با خود بر سر مهر آورند. به گمان چارلز داروین، مهر ورزی و جفت جویی مردم را بر آن داشته‌است که دست نیاز به سوی موسیقی دراز کنند و از این وسیله سحرآسا برای برآوردن حاجت خویش کمک گیرند.

## پیدایش سازهای موسیقی
طبیعی‌ترین وسیله آواز، سینه و حلقوم طبیعی انسانی و ساده‌ترین وسیله ایجاد وزن، دست‌های آدمی است. انسان با برهم زدن دست‌ها وزن را نگاه داشته و نغمه‌ها و آهنگ‌ها را همراهی می‌کرده‌است. بعدها بشر از شاخ حیوانات و روئیدنی‌هایی که در دسترس داشت. سازهای بادی مانند بوق و نی اختراع کرد و با کمک حس شنوایی سوراخ‌هایی با توجه به معتقدات نجومی و اعداد مقدس در آن‌ها تعبیه نمود که اکنون به صورت‌های گوناگون تکامل یافته‌است.
همچنین انواع طبل‌ها و سازهای ضربی را اختراع کرد و درتکامل آن‌ها کوشید.
در کاوش‌های باستان‌شناسی، سازهای بادی و زهی مانند چنگ ونی را یافته‌اند که تاریخ آن‌ها به چندین هزار سال قبل از میلاد می‌رسد. در محوطهٔ باستانی کول‌فره نیز نقوشی از دف و چنگ مربوط به تمدن ایلام وجود دارد. بشر با اختراع سازها و ادوات موسیقی از الحان و نواهایی که در ذهن او حالت مطبوع و دلپذیر ایجاد می‌کرد، تقلید نموده و پیوسته در راه تکامل آن گام برداشته‌است.
در سال ۲۰۱۲ میلادی فلوت‌هایی از جنس استخوان پرنده و عاج فیل، در غاری در جنوب آلمان کشف شد، دانشمندان با استفاده از روش تعیین عمر کربنی، نشان داده‌اند که این فلوت‌ها بین ۴۲ تا ۴۳ هزار سال قدمت دارند. این سازها قدیمی‌ترین ابزار کشف شده موسیقی در جهان محسوب می‌شوند.